# Marcellin Yao Kouadio
Marcellin Yao Kouadio (Vavoua, Costa do Marfim, 10 de janeiro de 1960) é um ministro marfinense e bispo católico romano de Daloa.
Marcelino Yao Kouadio recebeu o Sacramento da Ordem em 29 de dezembro de 1990.
Em 1º de julho de 2009, o Papa Bento XVI o nomeou ao Bispo de Yamoussoukro. O arcebispo emérito de Abidjan, Bernard Cardinal Agré, consagrou-o bispo em 22 de agosto do mesmo ano; Co-consagradores foram o Arcebispo de Gagnoa, Joseph Yapo Aké, e o Bispo Emérito de Daloa, Pierre-Marie Coty.
Em 25 de abril de 2018, o Papa Francisco o nomeou Bispo de Daloa.